# Валстања
Валстања (итал. Valstagna) је насеље у Италији у округу Виченца, региону Венето.
Према процени из 2011. у насељу је живело 970 становника. Насеље се налази на надморској висини од 147 м.

## Становништво
| 1931. | 1936. | 1951. | 1961. | 1971. | 1981. | 1991. | 2001. | 2011. |
| ----- | ----- | ----- | ----- | ----- | ----- | ----- | ----- | ----- |
| 3.404 | 3.237 | 3.046 | 2.519 | 2.021 | 1.848 | 1.856 | 1.959 | 1.851 |